# 特維斯特河 (迪默爾河支流)
51°28′51.9″N 9°8′46.5″E / 51.481083°N 9.146250°E

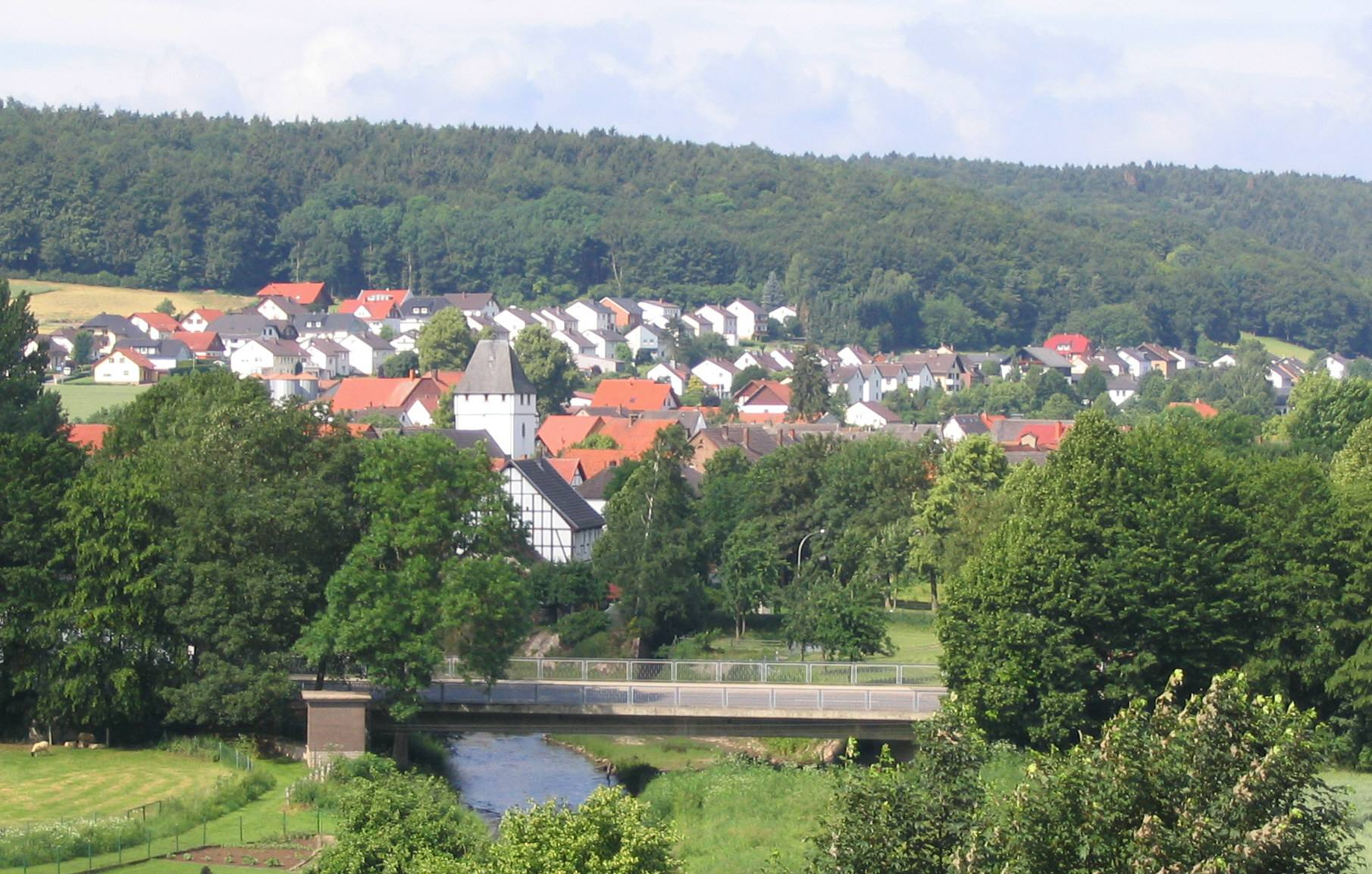
特維斯特河（迪默爾河支流）

特維斯特河（德語：Twiste），是德國的河流，位於該國西部，流經北萊茵-威斯特法倫州和黑森州，屬於迪默爾河的右支流，河道全長41公里，流域面積447平方公里。